# Taxicnemis marshalli
Taxicnemis marshalli е насекомо от разред Двукрили (Diptera). Семейството е Mycetophilidae. Няма подвидове.